# Island Xtreme Stunts
Island Xtreme Stunts est un jeu vidéo d'action développé par Silicon Dreams Studio, édité par Electronic Arts et Lego Interactive et sorti en 2002 sur Windows, PlayStation 2 et Game Boy Advance.

## Accueil
- Jeuxvideo.com : 8/20 (PC, PS2)[1] - 14/20 (GBA)[2]